# رالپاکان

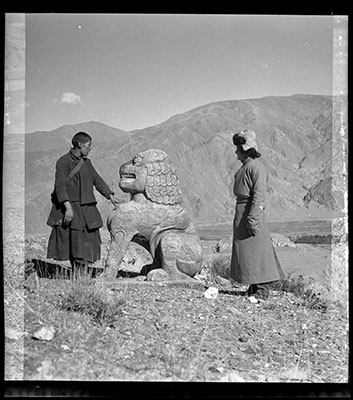
عکسی از رالپاکان

رالپاکان (انگلیسی: Ralpacan سیاستمدار اهل امپراتوری تبت و ۴۱ امین پادشاه تبت بود.